# Homonopsis
Homonopsis is een geslacht van vlinders van de familie bladrollers (Tortricidae), uit de onderfamilie Tortricinae.

## Soorten
- H. foederatana (Kennel, 1900)
- H. illotana (Kennel, 1900)
- H. rubens Kuznetsov, 1976